# Bilvrak

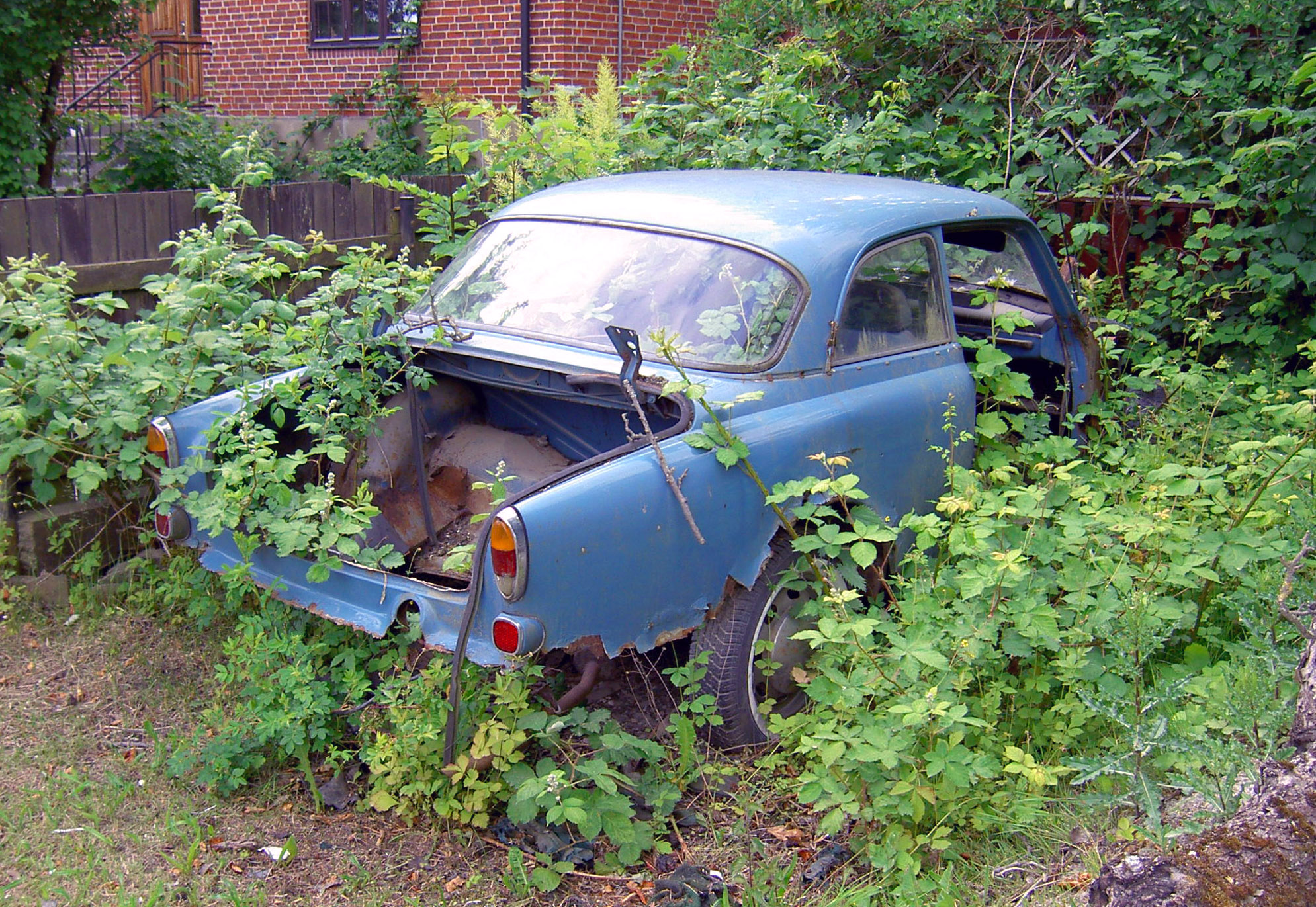
En Volvo Amazon som sett bättre dagar

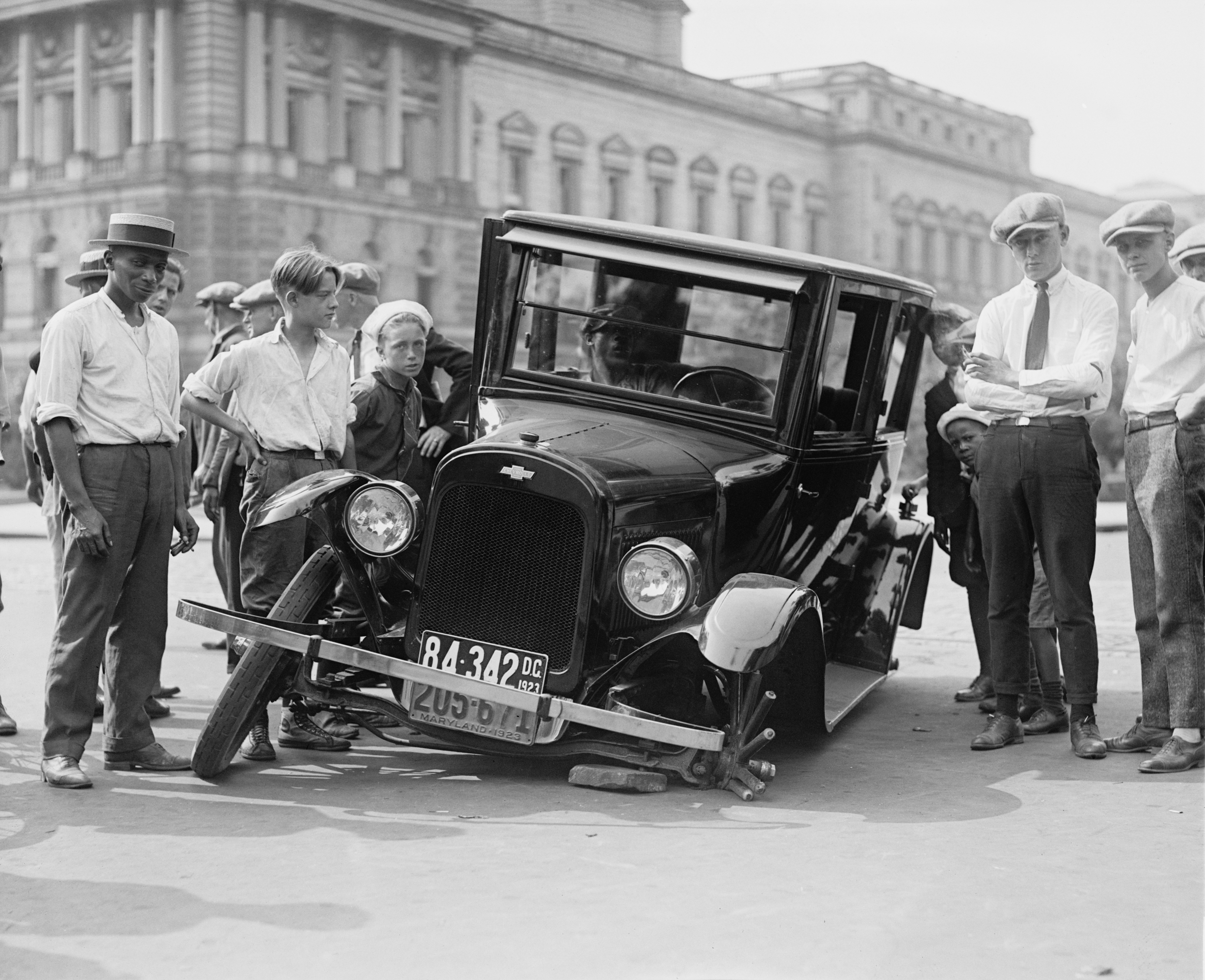
En Chevrolet 490 i Washington D.C.

Ett bilvrak är en bil som är i så dåligt skick att den inte går att använda eller lönar sig reparera. Detta kan vara orsakat av till exempel svåra rostangrepp, motor- eller drivlineshaveri, allmänt slitage eller trafikolycka. I Sverige har organisationen Håll Sverige rent periodvis drivit en kampanj, Skrotbilskampanjen, för att få bort skrotbilar från naturen. De anses vara både miljöskadliga och trafikfarliga.
Enligt svensk lag behöver inte Trafikverket ta bort bilvrak om de inte står i vägen för trafiken, eller på annat sätt är skadlig. I oktober 2009 lämnades ett förslag på en lagändring, att Trafikverket skall ta bort alla bilvrak, in.
I Storbritannien måste ett bilvrak tas till en så kallad "ATF" (Authorised Treatment Facility, auktoriserad behandlingsanläggning) innan den skrotas. ATF avregistrerar bilen från försäkringsbolaget, innan den kan slängas. I Ottawa har man löst den stora mängden outnyttjade bilvrak genom att brandmännen använder dem som övning för att rädda personer ur brinnande bilar och liknande.